# Esaias Fellgiebel
Esaias Fellgiebel (23. října 1622, Lehnice – 20. května 1692, Vratislav) byl slezský tiskař a nakladatel.
Od roku 1656 provozoval vlastní nakladatelství ve Vratislavi. Mezi tisky tohoto nakladatelství byly např. spisy Jana Ámose Komenského, Huga Grotia, Andrease Gryphia aj.
Po jeho smrti vedli knihtiskárnu jeho vdova Margaretha a dědicové, a to až do roku 1713.